# Вите, Педро
Пе́дро Хиампье́рре Ви́те У́ка (исп. Pedro Jeampierre Vite Uca; род. 9 марта 2002, Бабаойо, Эквадор) — эквадорский футболист, нападающий клуба «Ванкувер Уайткэпс» и сборной Эквадора.

## Клубная карьера
Вите — воспитанник клуба «Индепендьенте дель Валье». 21 февраля 2021 года в матче против «Оренсе» он дебютировал в эквадорской Примере. 27 февраля в поединке против «Макара» Педро забил свой первый гол за «Индепендьенте дель Валье».
5 августа 2021 года Вите перешёл в канадский клуб MLS «Ванкувер Уайткэпс», подписав контракт до конца 2025 года. За «Кэпс» он дебютировал 26 февраля 2022 года в матче стартового тура сезона против «Коламбус Крю», заменив во втором тайме Дейбера Кайседо.

## Международная карьера
В 2019 году Вите в составе юношеской сборной Эквадора принял участие в юношеском чемпионате Южной Америки в Перу. На турнире он сыграл в матче против команд Венесуэлы, Боливии, Чили, Парагвая, Уругвая, Аргентины и дважды Перу. В поединках против уругвайцев и венесуэльцев Педро забил по голу.
В том же году Вите принял участие в юношеском чемпионате мира в Бразилии. На турнире он сыграл в матчах против сборных Австралии, Нигерии, Венгрии и Италии. В поединке против венгров Педро забил гол.